# Letiště Ängelholm Helsingborg
Letiště Ängelholm Helsingborg (švédsky Ängelholm Helsingborg flygplats) kód IATA: AGH, kód ICAO: ESTA) je letiště v jižním Švédsku (v kraji Skåne), asi 7 km severně od města Ängelholm (necelých 40 tisíc obyvatel) a 34 km severoseverovýchodně od města Helsingborg (přes 110 tisíc obyvatel). Letiště vzniklo v roce 1945, jako civilní letiště je v provozu od 1. září roku 1960, má jednu asfaltovou vzletovou a přistávací dráhu. Podle počtu cestujících jde o druhé největší letiště v kraji Skåne (po letišti Malmö).

## Historie a současnost
Letiště bylo otevřeno jako vojenská letecká základna v roce 1945, kdy sem byla z letiště Bulltofta (původní staré letiště přímo v Malmö, ve čtvrti Kirseberg) přesunuta letka Skånska flygflottiljen (F 10 Ängelholm, zkráceně resp. kódovým označením F 10). Civilní provoz letiště byl zahájen 1 září 1960, souběžně bylo využíváno pro švédskou armádu. Försvarsbeslutet 2000 (Rozhodnutí o obraně z roku 2000; zákon 1999/2000:30) je největší reorganizace ozbrojených sil ve Švédsku od roku 1925, a na základě tohoto zákona došlo v průběhu několika let k uzavření velkého počtu vojenských základen a zrušení řady jednotek. Provoz letecké vojenské základny u Ängelholmu tak byl ukončen k 31. prosinci 2002. Letadla JAS-39 Gripen byla přesunuta na základnu u města Ronneby v kraji Blekinge (rovněž na jihu Švédska), kde se stala součástí Blekinge flygflottilj (F 17 Kallinge, zkráceně F 17), zatímco vojenská letecká škola a její cvičné proudové letouny Saab 105 byly přemístěny do Upplands flygflottilj (F 16 Uppsala, zkráceně F 16), která je dislokována severně od města Uppsala.  
Od počátku roku 2003 tedy jde o čistě civilní letiště. Do roku 2011 bylo letiště ve vlastnictví švédského státu, ale patřilo mezi šest letišť, o kterých již v roce 2010 (při založení společnosti Swedavia) bylo rozhodnuto, že budou postupně převedena na místní samosprávu. V případě letiště Ängelholm Helsingborg k převodu vlastnictví došlo v roce 2011. V letech 2011 až 2019 se počet přepravených cestujících většinou pohyboval nad 400 tisíci (podrobněji viz sekce Statistiky letiště), ale v roce 2020 (stejně jako téměř na všech ostatních letištích) došlo k obrovskému propadu počtu letů a přepravených cestujících. Vlastník letiště proto oznámil, že pokud letiště nezíská vládní podporu, bude uzavřeno.

## Letecké společnosti a destinace
Následující letecké společnosti provozují lety do těchto destinací.
| Letecká společnost          | Destinace/letiště                                |
| --------------------------- | ------------------------------------------------ |
| Air Leap                    | letiště Stockholm-Bromma                         |
| Amapola Flyg                | letiště Stockholm-Bromma                         |
| Scandinavian Airlines (SAS) | Stockholm-Arlanda Sezónní: letiště Åre Östersund |

## Statistiky letiště
Letiště Ängelholm Helsingborg v jižním Švédsku je podle počtu cestujících druhé největší letiště v regionu (po letišti Malmö) a v letech 2011–2019 se pohybovalo okolo desáté příčky mezi všemi švédskými letišti, čímž předstihlo i dvě až tři letiště z deseti, které i nadále provozuje společnost Swedavia. V uvedeném období (viz Tabulka 2) pouze v letech 2011,2014 a 2019 těsně nepřesáhl počet cestujících 400 tisíc a meziroční změny byly malé.
V roce 2020 (v důsledku pandemie covidu-19, obdobně jako na téměř všech letištích), se počet cestujících drasticky propadl. Procentuálně byl pokles trochu menší než na největších švédských letištích, ale i tak přesáhl 70 procent oproti předchozímu roku 2019. V roce 2021 lze na všech letištích opět očekávat výrazně nižší počty cestujících než v letech 2011–2019.
| Rok  | Cestujících | Bazický index (2011 = 100) | Meziroční změna [%] |
| ---- | ----------- | -------------------------- | ------------------- |
| 2011 | 396 757     | 100                        | ▲7,5                |
| 2012 | 404 434     | 102                        | ▲1,9                |
| 2013 | 412 852     | 104                        | ▲2,1                |
| 2014 | 397 068     | 100                        | ▼-3,8               |
| 2015 | 411 625     | 104                        | ▲3,7                |
| 2016 | 416 675     | 105                        | ▲1,2                |
| 2017 | 406 872     | 103                        | ▼-2,4               |
| 2018 | 403 103     | 102                        | ▼-0,9               |
| 2019 | 386 519     | 97                         | ▼-4,1               |
| 2020 | 110 142     | 28                         | ▼-71,5              |

## Fotogalerie

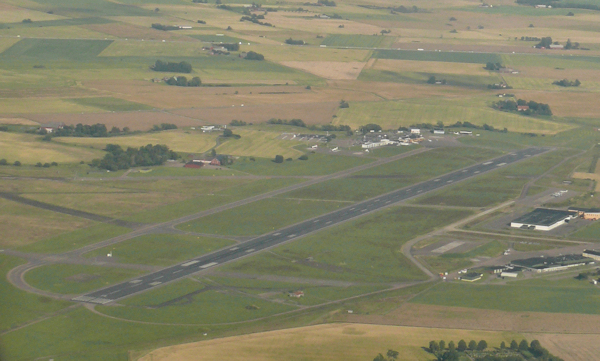
Letecký pohled (2007)
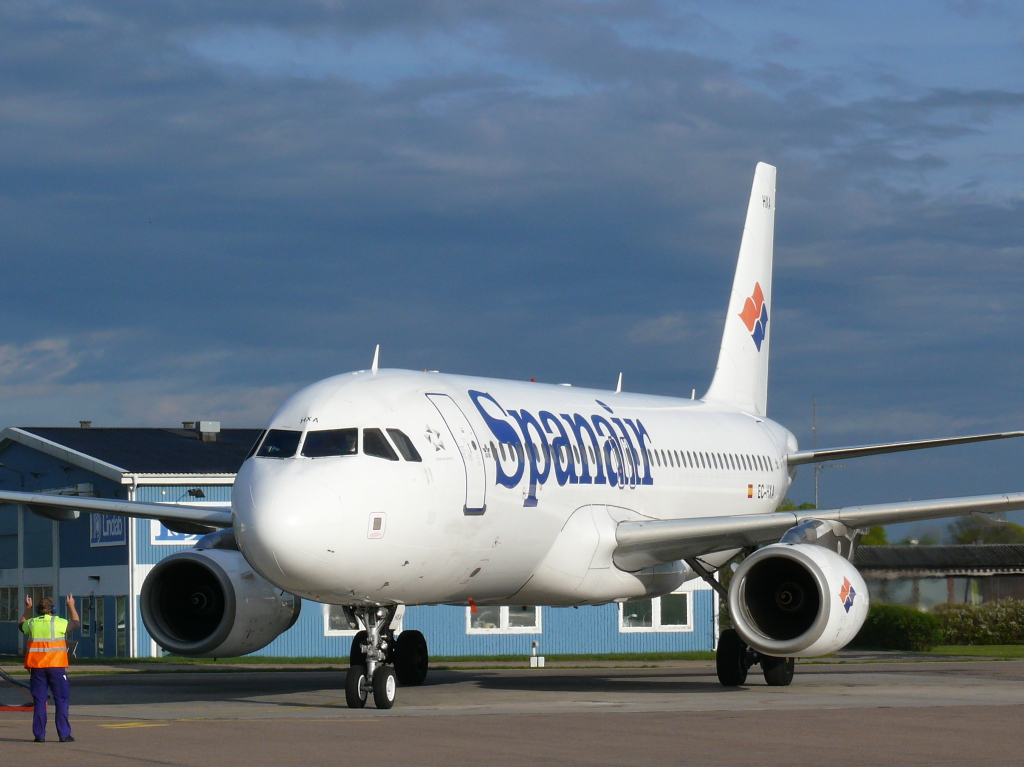
Spanair: první let EC-HXA na Mallorcu (2007)
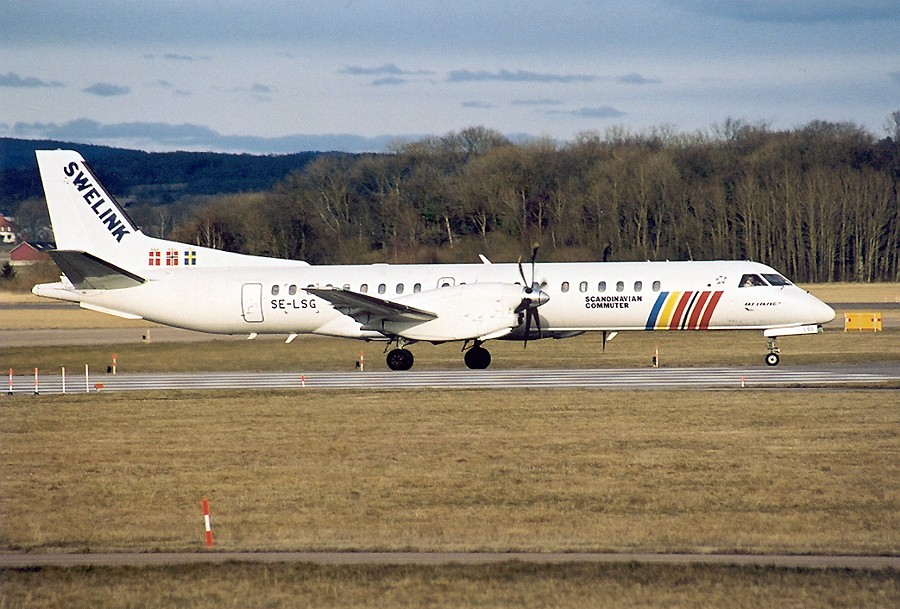
Saab 2000 v barvách SAS Swelink (2001)
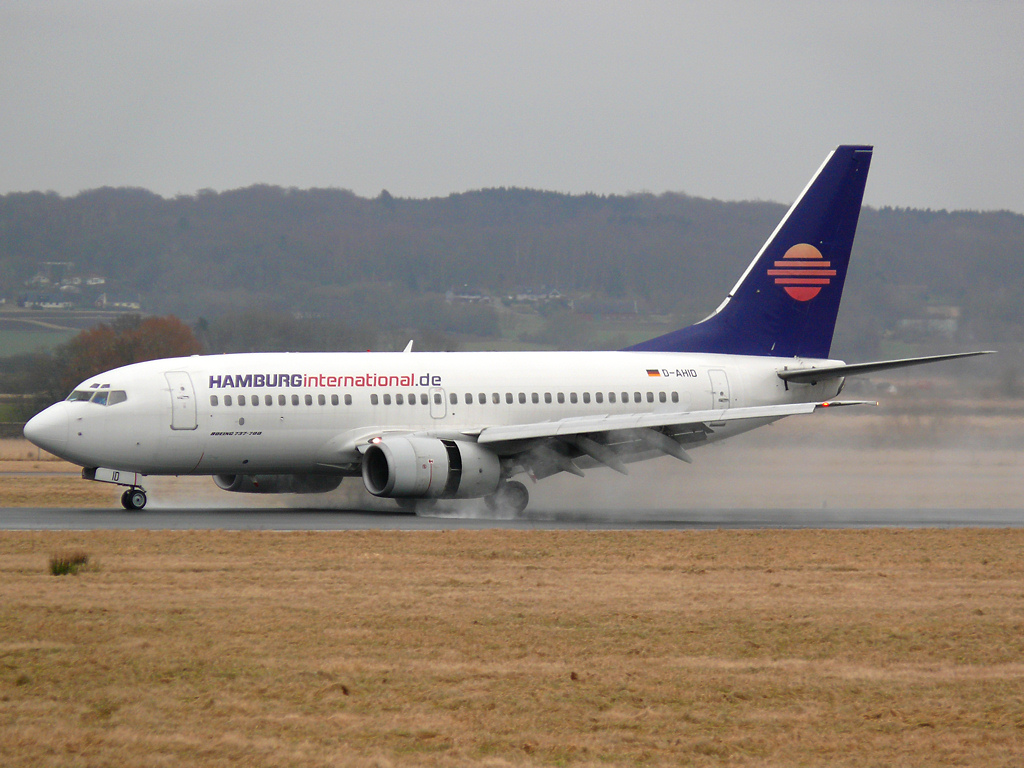
Boeing 737-700 v barvách Hamburg International (2008)